# Bogusław Marcin Majewski
Bogusław Marcin Majewski (ur. 22 listopada 1961) – polski dziennikarz i dyplomata, w latach 2004–2008, ambasador RP w Singapurze i polski przedstawiciel w Radzie Gubernatorów Fundacji Azja-Europa.

## Życiorys
Ukończył studia dziennikarskie na Moskiewskim Uniwersytecie Państwowym im. M.W. Łomonosowa. W latach 1984–1989 pracował w TVP. Od 1989 pracownik Ministerstwa Spraw Zagranicznych. Zajmował się przede wszystkim kontaktami z prasą, zarówno w centrali w Warszawie (dwukrotnie pełnił funkcję rzecznika prasowego MSZ), jak i, dwukrotnie, na placówce w Waszyngtonie. Był także wicedyrektorem gabinetu ministra. W 2004 został pierwszym ambasadorem RP w Singapurze rezydującym w Singapurze. Od 2008 pracownik instytucji europejskich w Brukseli, do końca 2010 jako Szef Zespołu ds Azji w Radzie UE (Policy and Early Warning Unit – Policy Unit) a od 2011, z chwilą powstania Europejskiej Służby Działań Zewnętrznych, Stały Przewodniczący Grupy Roboczej ds Azji/Oceanii.
Zna angielski i rosyjski. Żonaty, ojciec trójki dzieci.